# Дипальмітоїлфосфатидилхолін
Дипальмітоїлфосфатидилхолін (Дипальмітоїллецитин) — ліпід, поверхнево-активна речовина, що знижує поверхневий натяг і тим самим забезпечує незлипання внутрішніх поверхонь легень. За його відсутності виникає синдром дихальної недостатності у недоношених новонароджених. Є складовою легеневого сурфактанту.
Поверхнево-активні властивості дипальмітоїллецитину обумовлені наявністю у його молекулі одночасно неполярного гідрофобного угрупування, утворюваного вуглеводневими радикалами жирних кислот, і полярного гідрофільного угрупування, утвореного фосфатною й холіновою групами.